# بخش امیان
بخش امیان (به فرانسوی: Arrondissement d'Amiens) یک بخش در فرانسه است که در سم واقع شده‌است.